# Ciarán Hinds
Ciarán Hinds (IPA: [ˈkɪərən ˈhaɪndz]); (Belfast, 1953. február 9.–) ír színész. A sokoldalú karakterszínész a gonoszoktól a hősökig sokféle szerepet játszott.

## Fiatalkora
Hinds az Észak-Írországi Belfastban született. Édesapja orvos, édesanyja tanítónő, amatőr színésznő egyetlen fia volt. Négy testvére van. Észak-Belfastban katolikusként nevelkedett.
Fiatalon táncos volt, a Holy Family Általános Iskolában és a St Malachy’s College-ban tanult. Miután elhagyta a St Malachy’s College-ot, beiratkozott a belfasti Queen’s University jogi karára, de hamarosan rábeszélték, hogy a színészettel foglalkozzon, és félbehagyta tanulmányait, hogy beiratkozzon a Royal Academy of Dramatic Artra, ahol 1975-ben végzett.

## Magánélete
Hinds Párizsban él Hélène Patarot vietnami színésznővel. 1987-ben ismerkedtek meg vele, amikor Peter Brook A Mahábhárata című produkciójának szereplői voltak. Egy lányuk van, az 1991-ben született Aoife Hinds, aki szintén színésznő, aki szerepelt a Derry Girls és a Normal People televíziós sorozatokban.

## Filmográfia

### Film
| Év   | Magyar cím                                    | Eredeti cím                                   | Szerep                               | Magyar hang       |
| ---- | --------------------------------------------- | --------------------------------------------- | ------------------------------------ | ----------------- |
| 1981 | Excalibur                                     | Excalibur                                     | King Lot                             | Csuja Imre        |
| 1989 | A szakács, a tolvaj, a feleség és a szeretője | The Cook the Thief His Wife & Her Lover       | Cory                                 | Schnell Ádám      |
| 1991 | Decemberi menyasszony                         | December Bride                                | Frank Echlin                         | Selmeczi Roland   |
| 1995 | Meggyőző érvek                                | Persuasion                                    | Frederick Wentworth százados         |                   |
| 1995 | Baráti kör                                    | Circle of Friends                             | Flynn professzor                     | Sztarenki Pál     |
| 1996 | A gonosz csábítása                            | Mary Reilly                                   | Sir Danvers Carew                    |                   |
| 1996 | Őt is anya szülte                             | Some Mother's Son                             | Danny Boyle                          | Helyey László     |
| 1997 |                                               | The Life of Stuff                             | David Arbogast                       |                   |
| 1997 | Játék és szenvedély                           | Oscar and Lucinda                             | Dennis Hasset tiszteletes            | Csernák János     |
| 1998 |                                               | Titanic Town                                  | Aidan McPhelimy                      |                   |
| 1999 | Az elveszett fiú                              | The Lost Son                                  | Carlos                               | Papp János        |
| 1999 |                                               | The Lost Lover                                | Adam                                 |                   |
| 2000 | Örvénylő vizeken                              | The Weight of Water                           | Louis H. F. Wagner                   | Jakab Csaba       |
| 2002 | A rettegés arénája                            | The Sum of All Fears                          | Alexander Nemerov elnök              | Czvetkó Sándor    |
| 2002 | A kárhozat útja                               | Road to Perdition                             | Finn McGovern                        | Pálfai Péter      |
| 2003 | Lapzárta – Veronica Guerin története          | Veronica Guerin                               | John Traynor                         | Bácskai János     |
| 2003 | Lara Croft: Tomb Raider 2. – Az élet bölcsője | Lara Croft: Tomb Raider – The Cradle of Life  | Jonathan Reiss                       | Reviczky Gábor    |
| 2003 | Felül semmi                                   | Calendar Girls                                | Rod                                  | Dózsa László      |
| 2003 | Az ítélet                                     | The Statement                                 | Pochon                               | Kárpáti Tibor     |
| 2004 | Mickybo meg én                                | Mickybo and Me                                | Jonjo apja                           |                   |
| 2004 | Az operaház fantomja                          | The Phantom of the Opera                      | Richard Firmin                       |                   |
| 2005 | München                                       | Munich                                        | Carl                                 | Koroknay Géza     |
| 2005 | München                                       | Munich                                        | Carl                                 | Törköly Levente   |
| 2006 | Miami Vice                                    | Miami Vice                                    | John Fujima FBI-ügynök               | Rosta Sándor      |
| 2006 | A szabadság himnusza                          | Amazing Grace                                 | Lord Tarleton                        | Barbinek Péter    |
| 2006 |                                               | The Tiger’s Tail                              | Andy atya                            |                   |
| 2006 | A születés                                    | The Nativity Story                            | Heródes király                       | Kőszegi Ákos      |
| 2007 | Hallam Foe                                    | Hallam Foe                                    | Julius Foe                           | Csankó Zoltán     |
| 2007 | Margot az esküvőn                             | Margot at the Wedding                         | Dick Koosman                         | Haás Vander Péter |
| 2007 | Vérző olaj                                    | There Will Be Blood                           | Fletcher Hamilton                    | Tarján Péter      |
| 2008 | Erőszakik                                     | In Bruges                                     | A pap                                | Rosta Sándor      |
| 2008 | Erőszakik                                     | In Bruges                                     | A pap                                | Faragó András     |
| 2008 | Miss Pettigrew nagy napja                     | Miss Pettigrew Lives for a Day                | Joe Blomfield                        | Rosta Sándor      |
| 2008 | A sereg nem enged                             | Stop-Loss                                     | Roy King                             | Rosta Sándor      |
| 2008 | Svindler                                      | Cash                                          | Barnes                               | Rosta Sándor      |
| 2008 | Cincin lovag                                  | The Tale of Despereaux                        | Botticelli (hangja)                  | Reviczky Gábor    |
| 2009 | A boszorkány-hegy                             | Race to Witch Mountain                        | Henry Burke                          | Reviczky Gábor    |
| 2009 |                                               | The Eclipse                                   | Michael Farr                         |                   |
| 2009 | Élet a háború idején                          | Life During Wartime                           | Bill Maplewood                       | Borbiczki Ferenc  |
| 2011 | Harry Potter és a Halál ereklyéi 2.           | Harry Potter and the Deathly Hallows – Part 2 | Aberforth Dumbledore                 | Helyey László     |
| 2011 | Az adósság                                    | The Debt                                      | David Peretz                         | Jakab Csaba       |
| 2011 | A rítus                                       | The Rite                                      | Xavier atya                          | Koroknay Géza     |
| 2011 | Isten ments!                                  | Salvation Boulevard                           | Jim Hunt                             | Faragó András     |
| 2011 | Suszter, szabó, baka, kém                     | Tinker Tailor Soldier Spy                     | Roy Bland                            | Szilágyi Tibor    |
| 2011 |                                               | The Shore                                     | Jim                                  |                   |
| 2011 | A szellemlovas – A bosszú ereje               | Ghost Rider: Spirit of Vengeance              | Roarke / Mephistopheles              |                   |
| 2012 | A fekete ruhás nő                             | The Woman in Black                            | Sam Daily                            | Berzsenyi Zoltán  |
| 2012 | John Carter                                   | John Carter                                   | Tardos Mors                          | Reviczky Gábor    |
| 2013 | Behálózva                                     | Closed Circuit                                | Devlin                               | Törköly Levente   |
| 2013 |                                               | The Sea                                       | Max Morden                           |                   |
| 2013 | Egy szerelem története                        | The Disappearance of Eleanor Rigby            | Spencer Ludlow                       | Kárpáti Levente   |
| 2013 | Jégvarázs                                     | Frozen                                        | Troll papa / Pabbie (hangja)         | Horányi László    |
| 2013 |                                               | McCanick                                      | Quinn                                |                   |
| 2015 |                                               | Last Days in the Desert                       | Apa                                  |                   |
| 2015 | Hitman: A 47-es ügynök                        | Hitman: Agent 47                              | Dr. Litvenko                         | Fodor Tamás       |
| 2015 | Szándék nélkül                                | The Driftless Area                            | Ned                                  | Törköly Levente   |
| 2016 | Vasakarat                                     | Bleed for This                                | Angelo Pazienza                      | Barbinek Péter    |
| 2016 | Némaság                                       | Silence                                       | Valignano atya                       | Seress Zoltán     |
| 2017 | Axis                                          | Axis                                          | Jim (hangja)                         |                   |
| 2017 | A nő, aki előttünk jár                        | Woman Walks Ahead                             | James McLaughlin                     | Konrád Antal      |
| 2017 | Az Igazság Ligája                             | Justice League                                | Steppenwolf (hang és motion capture) | Rosta Sándor      |
| 2018 | Vörös veréb                                   | Red Sparrow                                   | Zakharov ezredes                     | Reviczky Gábor    |
| 2018 | Elizabeth Harvest                             | Elizabeth Harvest                             | Henry                                |                   |
| 2018 | Az első ember                                 | First Man                                     | Robert R. Gilruth                    | Faragó András     |
| 2019 | Jégvarázs 2.                                  | Frozen II                                     | Troll papa / Pabbie (hangja)         | Horányi László    |
| 2020 |                                               | The Man in the Hat                            | vékony férfi                         |                   |
| 2021 | Zack Snyder: Az Igazság Ligája                | Zack Snyder's Justice League                  | Steppenwolf (hang és motion capture) | Rosta Sándor      |
| 2021 | Belfast                                       | Belfast                                       | nagypapa                             | Faragó András     |
| 2022 | A csoda                                       | The Wonder                                    | Thaddeus atya                        | Faragó András     |
| 2023 |                                               | In the Land of Saints and Sinners             | Vinnie O'Shea                        |                   |
| 2023 |                                               | Cottontail                                    | John                                 |                   |
| 2023 | Családi kiruccanás                            | The Family Plan                               | McCaffrey                            |                   |

### Televízió
| Év        | Magyar cím                     | Eredeti cím                               | Szerep                   | Megjegyzések                                                             |
| --------- | ------------------------------ | ----------------------------------------- | ------------------------ | ------------------------------------------------------------------------ |
| 1989      | Mahábhárata                    | The Mahabharata                           | Ashwathama               | minisorozat (3 epizód)                                                   |
| 1990      |                                | Who Bombed Birmingham?                    | Richard McIlkenny        | tévéfilm                                                                 |
| 1990      |                                | The Play on One                           | Martin Pitt              | 1 epizód                                                                 |
| 1992      |                                | Perfect Scoundrels                        | Jack Vosper              | 1 epizód                                                                 |
| 1992      |                                | Between the Lines                         | Micky Flynn felügyelő    | 1 epizód                                                                 |
| 1992      |                                | Hostages                                  | Brian Keenan             | tévéfilm                                                                 |
| 1993      | A síró ember                   | The Man Who Cried                         | Abel Mason               | tévéfilm                                                                 |
| 1993      | Első számú gyanúsított         | Prime Suspect                             | Edward Parker-Jones      | minisorozat (2 epizód)                                                   |
| 1993      |                                | Soldier Soldier                           | Clive Hickey             | 1 epizód                                                                 |
| 1994      | Sherlock Holmes emlékiratai    | Sherlock Holmes                           | Jim Browner              | - minisorozat (1 epizód) - magyar hangja: - Szarvas József               |
| 1994      |                                | A Dark-Adapted Eye                        | Paolo                    | minisorozat (1 epizód)                                                   |
| 1994      |                                | Seaforth                                  | John Stacey              | minisorozat (6 epizód)                                                   |
| 1995      |                                | The Affair                                | Edward Leyland           | tévéfilm                                                                 |
| 1996      |                                | Testament: The Bible in Animation         | Lucifer / Sátán (hangja) | 1 epizód                                                                 |
| 1996      | Mesék a kriptából              | Tales from the Crypt                      | Jack Lynch               | 1 epizód                                                                 |
| 1996      |                                | Cold Lazarus                              | Fyodor                   | minisorozat (4 epizód)                                                   |
| 1997      |                                | Jane Eyre                                 | Edward Rochester         | tévéfilm                                                                 |
| 1997      |                                | Ivanhoe                                   | Brian de Bois-Guilbert   | 6 epizód                                                                 |
| 1997      |                                | Rules of Engagement                       | Cambell Ferguson         | tévéfilm                                                                 |
| 1998      |                                | Getting Hurt                              | Charlie Cross            | tévéfilm                                                                 |
| 2000      | Az aranygyapjú legendája       | Jason and the Argonauts                   | Aeson király             | - minisorozat (2 epizód) - magyar hangja: - Orosz István - Várday Zoltán |
| 2000      |                                | The Sleeper                               | Fergus Moon              | minisorozat (2 epizód)                                                   |
| 2000      |                                | Thursday the 12th                         | Marius Bannister         | tévéfilm                                                                 |
| 2003      |                                | Broken Morning                            | Albert Camus             | tévéfilm                                                                 |
| 2004      |                                | The Mayor of Casterbridge                 | Michael Henchard         | tévéfilm                                                                 |
| 2005–2007 | Róma                           | Rome                                      | Julius Caesar            | 13 epizód                                                                |
| 2009–2012 |                                | Above Suspicion                           | James Langton            | 11 epizód                                                                |
| 2012      |                                | Political Animals                         | Bud Hammond              | minisorozat (6 epizód)                                                   |
| 2013–2015 | Trónok harca                   | Game of Thrones                           | Mance Rayder             | 5 epizód                                                                 |
| 2016      |                                | Shetland                                  | Michael Maguire          | 3 epizód                                                                 |
| 2016      |                                | LEGO Frozen Northern Lights               | Trollpapa (hangja)       | különkiadás                                                              |
| 2018      | Terror                         | The Terror                                | Sir John Franklin        | - minisorozat (3 epizód) - magyar hangja: - Papp János                   |
| 2019      | AnyaApaFiú                     | MotherFatherSon                           | Walter Finch             | minisorozat (1 epizód)                                                   |
| 2021      |                                | Kin                                       | Eamonn Cunningham        | 8 epizód                                                                 |
| 2022      | Az Angolok                     | The English                               | Richard M Watts          | minisorozat (1 epizód)                                                   |
| 2022      | Árulás                         | Treason                                   | Sir Martin Angelis       | minisorozat (5 epizód)                                                   |
| 2022–2024 |                                | The Dry                                   | Tom Sheridan             | 16 epizód                                                                |
| 2024      | A Gyűrűk Ura: A hatalom gyűrűi | The Lord of the Rings: The Rings of Power | Sötét varázsló           | 2. évad (5 epizód)                                                       |
| 2025      |                                | The Narrow Road to the Deep North         | idősebb Dorrigo Evans    | 5 epizód                                                                 |

## Fordítás
- Ez a szócikk részben vagy egészben  a   Ciarán Hinds című angol Wikipédia-szócikk fordításán alapul.  Az eredeti cikk szerkesztőit annak laptörténete sorolja fel. Ez a jelzés csupán a megfogalmazás eredetét és a szerzői jogokat jelzi, nem szolgál a cikkben szereplő információk forrásmegjelöléseként.